# Kson
Kson（日语： Kson */?），為一位美籍日裔YouTuber，也是個人勢的VTuber與VType，別稱組長或總長。

## 簡介
出身美國喬治亞州亞特蘭大北郊的鄧伍迪，但由於此地欠缺知名度，所以通常自稱亞特蘭大出身。
2016年5月、開始於Niconico動畫上傳遊戲實況影片，後續也上傳於YouTube頻道。除了遊戲實況影片之外、也有上傳「南部式英語教室」此類型的英文教學影片。
除了進行一般YouTuber活動以外，同時也使用虛擬人物形象（3D模型、Live2D模型）進行虛擬YouTuber活動。
對於日本黑社會文化頗感興趣，例如極道、暴力團、暴走族等等，特別喜愛人中之龍系列遊戲，受此影響自稱「kson組長」（在2021年10月VTuber出道後自稱「kson總長」）。

## 經歷
2016年5月1日，開始於Niconico動畫投稿遊戲實況影片。2017年3月17日，建立YouTube頻道「kson ONAIR」。2020年8月19日，YouTube頻道訂閱數突破10萬。2021年6月8日，首次的公開慶祝生日直播。10月16日，新Live2D人物設計「kson總長」於直播上公開。11月11日，YouTube頻道訂閱數突破100萬，成為史上第二位達到百萬訂閱的個人勢VTuber，僅次於南美洲阿根廷的西語系 VTuber「Nimu」。12月31日，發表Live2D新服裝，「睡衣kson總長」以及「小kson」。
2022年2月10至21日，任俠Café（任侠カフェ） 合作活動。4月9日，Twitch頻道直播重啟。5月31日，Mildom頻道訂閱功能關閉。6月8日，宣布「kson總長3D」發表日期。6月26日，直播首次發表「kson總長3D」。7月3日，於洛杉磯舉辦的Anime Expo活動中出場，正式宣布加入VShojo。7月13日，發表Live2D新服裝「泳裝kson總長」。7月17日，在VShojo中再次出道。8月11至21日 於秋葉原MOGRA舉辦快閃店活動以及一對一的線上見面會活動。9月9日至10月10日，kson✕GiGO合作活動。10月16日，進行一周年紀念3D Live，直播首次發表3D新服裝「偶像 kson總長」。10月29日，於臺灣新北市的Zepp New Taipei舉辦見面會活動「Kson 我血恋 Fan Meeting in Taiwan 2022」。
2023年5月28日，獲得《人中之龍》酒店小姐選拔活動冠軍，可享有獎金100萬日圓以及在《人中之龍8》出演的機會，亦聯同先前包括本人在內入選決賽的5人一同享有在《人中之龍7外傳 英雄無名》演出的機會。
2025年7月22日，Kson於直播上證實自己遭VShojo公司欠款近1年，並原訂於7月31日離開VShojo。然而，後續延遲付款的狀況日益嚴重，再加上VShojo日本區執行長表示：「他無法深入瞭解美國總部的核心資訊或營運狀況，因此對於許多事情同樣不清楚。」直播結束前，她正式宣布，即日起退出VShojo。

## 外部連結
- （日語）
- ksonSOUCHOU的X（前Twitter）（日語）
- YouTube上的kson ONAIR頻道（日語）
- YouTube上的kson VOD頻道（日語）
- ksonsouchou的Twitch频道（日語）